# Sima Wei
Sima Wei (Chinees: 司馬瑋) (271-291)  was prins van Chu en militair commandant. Tijdens de Oorlog van de Acht Prinsen was hij een van de regenten voor de Chinese keizer Jin Huidi (290-307).

## Context
Sima Wei was de vijfde zoon van keizer Sima Yan en een broer van de zwakzinnige keizer Jin Huidi (Sima Zhong in de stamboom). Hij was een van de familieleden, die pleitte om regent Yang Jun uit het paleis te verwijderen. In 291 werd Yang Jun geëxecuteerd. De vrouw van keizer Huidi, keizerin Jia Nanfeng, zag het gevaar in van de groeiende macht van Sima Wei en liet hem op zijn beurt executeren.

## Stamboom

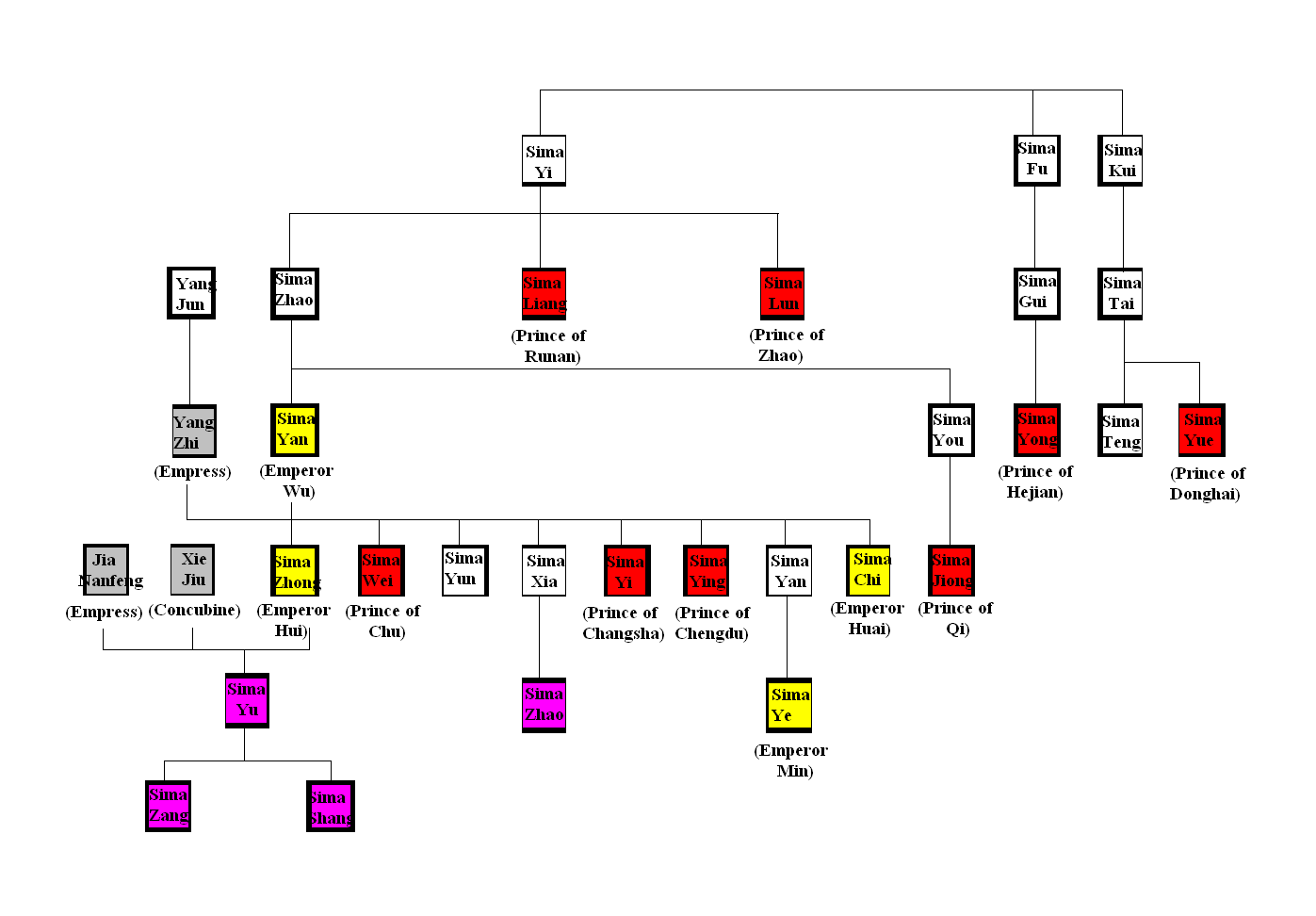
Stamboom van de 'Acht Prinsen' (rood), keizers (geel), kroonprinsen (paars) en clans van de keizerinnen (grijs).